# Любо (игра)

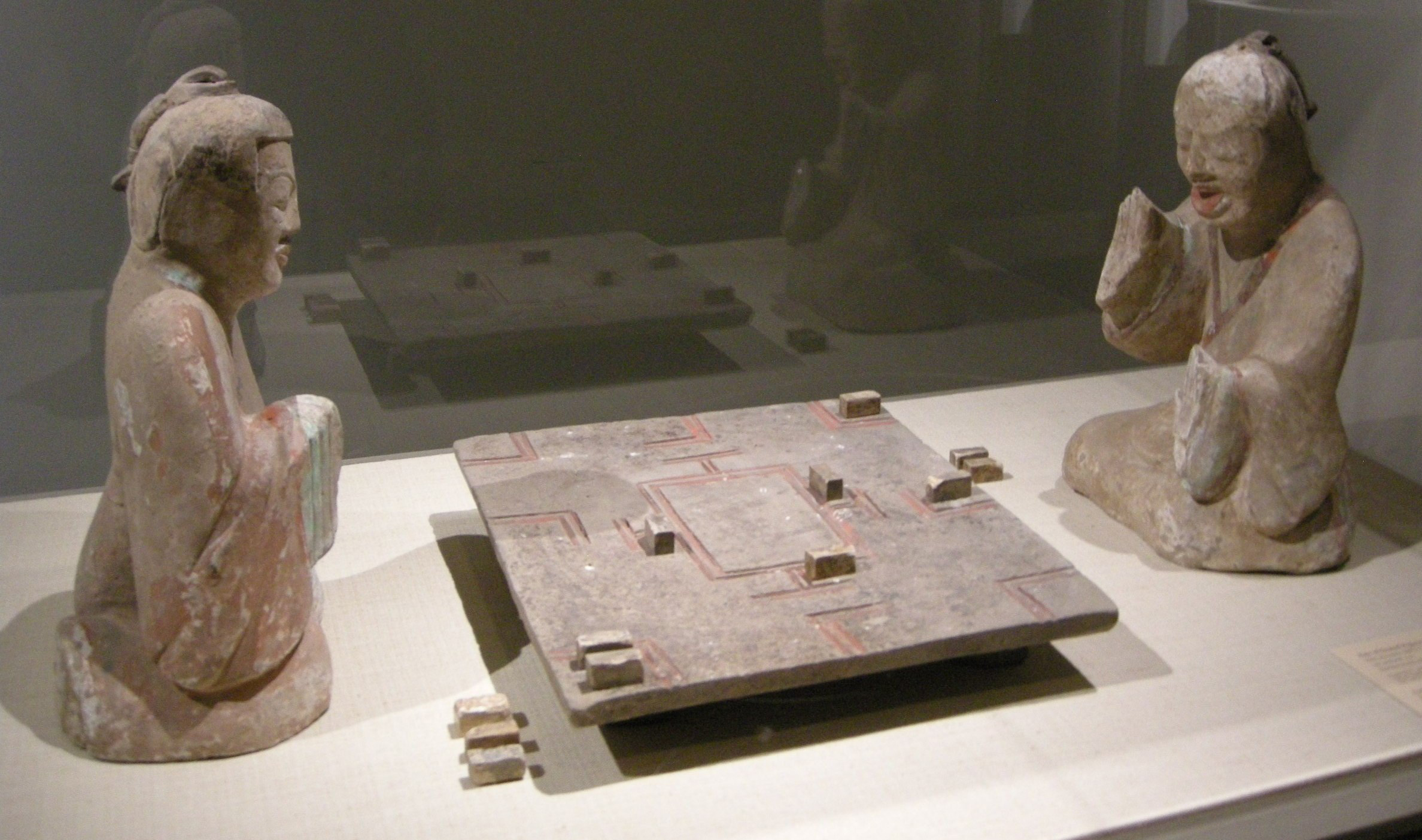
Статуэтка из гробницы эпохи династии Восточная Хань (25—220 год н. э.), изображающая двух игроков в любо.

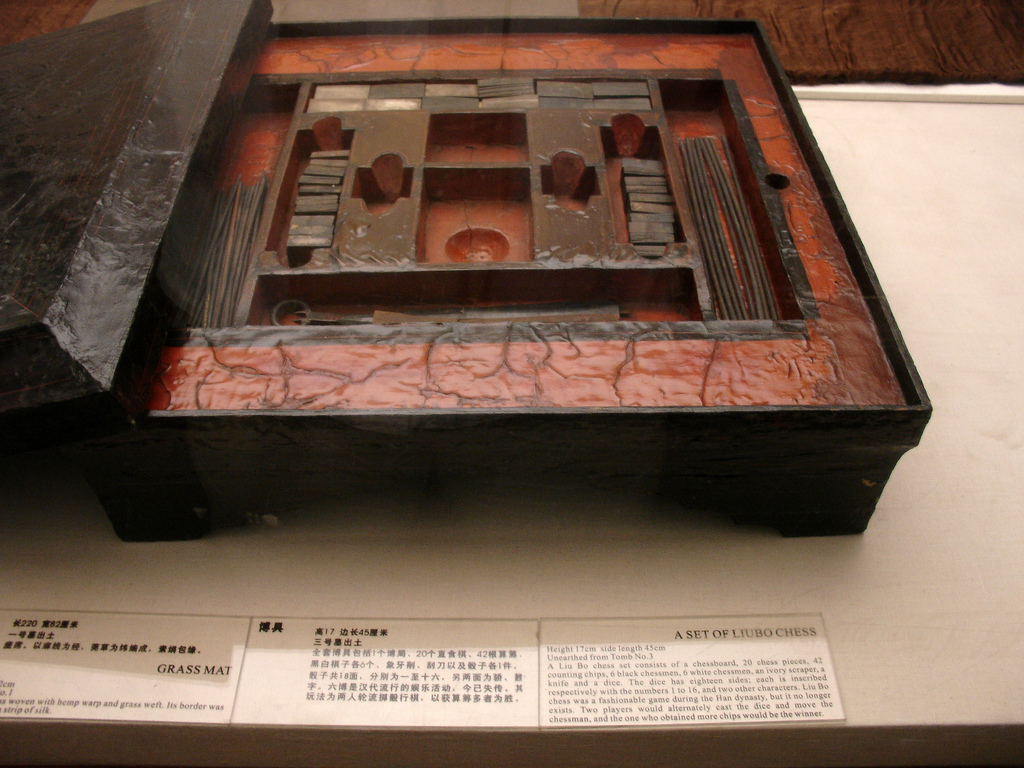
Лакированный набор любо, найденный в провинции Хунань. Датируется II веком до н. э.

Любо (кит. трад. 六博 или 陸博 — «шесть палочек») — древняя китайская настольная игра для двух игроков.
Некоторыми китайскими исcледователями считается предком китайских шахмат сянци и чатуранги (и, как следствие, всех шахматных игр вообще).

## Правила
Предположительно, у каждого из игроков было по шесть фишек, которые они передвигали по игральной доске, кидая шесть палочек, выполнявших роль игральной кости. Правила этой игры нашлись среди артефактов некрополя императора Лю Хэ династии Хань.

## История
Археологические свидетельства существования игры относятся к периоду Сражающихся царств (476—221 годы до нашей эры), однако, согласно легендам, игру изобрели ещё раньше, около 3,5 тыс. лет назад.
Игра была очень популярна в эпоху правления династии Хань, однако к концу правления династии потеряла свою популярность.